# Roberta Colindrez
Roberta Colindrez, née le 28 mai 1986 au Mexique, est une actrice et scénariste américano-mexicaine.

## Biographie
Roberta Colindrez est ouvertement lesbienne.

## Théâtre
- Mala Hierba, Second Stage Theater (en)
- Water, NPR Playhouse (en)
- The Complete and Condensed Stage Directions of Eugene O'Neill: Vol. 2
- Too Much Light Makes the Baby Go Blind (en), off-Broadway, 2006
- Song for the Disappeared, Sundance Theatre Lab
- Fun Home (en), Joan, off-Broadway, Sep. 30, 2013 - Jan. 12, 2014
- Fun Home, Joan, Broadway, Apr. 19, 2015  September, 2016
- Hamlet, Rosencrantz, off-Broadway, 2017

## Filmographie

### Comme actrice
- 2008 : One Dollar Poem (court métrage)
- 2011 : Otis Under Sky : Ursula
- 2013 : The Artist's Assistant (court métrage) : Justine
- 2013 : Beautiful Dreamer (court métrage) : Catherina
- 2012 - 2014 : Girls (série télévisée) : Tako (2 épisodes)
- 2014 : F to 7th (série télévisée) : Baby
- 2014 : Gotham (série télévisée) : la détective
- 2014 : Unforgettable (série télévisée) : Pam Lisotta
- 2014 : Birdman : Broadway Woman on Street
- 2014 : Boardwalk Empire (série télévisée)
- 2015 : Late Night with Seth Meyers (série télévisée) : Joan
- 2016 - 2017 : I Love Dick (en) (série télévisée) : Devon[2] (8 épisodes)
- 2018 : The Good Fight (série télévisée) : l'agent du FBI Grace
- 2018 : The Deuce (série télévisée) : Irene[3] (7 épisodes)
- 2018 : Home (série télévisée) : Roberta Colindrez
- 2019 : Ms. White Light : Lex
- 2019 : Vida (série télévisée) : Nico[4]
- 2020 : Mrs. America (série télévisée) : Jules
- 2022 : Une équipe hors du commun (A League of Their Own)  (série télévisée) : Lupe Garcia
- 2024 : Eric : Ronnie

### Comme scénariste
- 2011 : Otis Under Sky